# Ся (династия)
Ся (кит. 夏朝, пиньинь xià cháo) — легендарная династия, согласно традиционным представлениям, правившая в древнем Китае в период с 2070 по 1765 год до н. э. Другая версия относит правление династии к 2700 году до н. э. Китайские археологи нередко связывают династию Ся с археологической культурой Эрлитоу. На территории, отождествляемой с Ся, в эпоху Восточное Чжоу располагалось царство Цзинь.

## Мифическая предыстория
Согласно китайской мифолого-исторической традиции, основоположником китайской государственности был Жёлтый Император — Хуан-ди, который в XXVII веке до н. э. после трудной борьбы сумел подчинить себе вождей отдельных племён и создал своё государство в горах Куньлунь — далеко на западе от бассейна реки Хуанхэ.

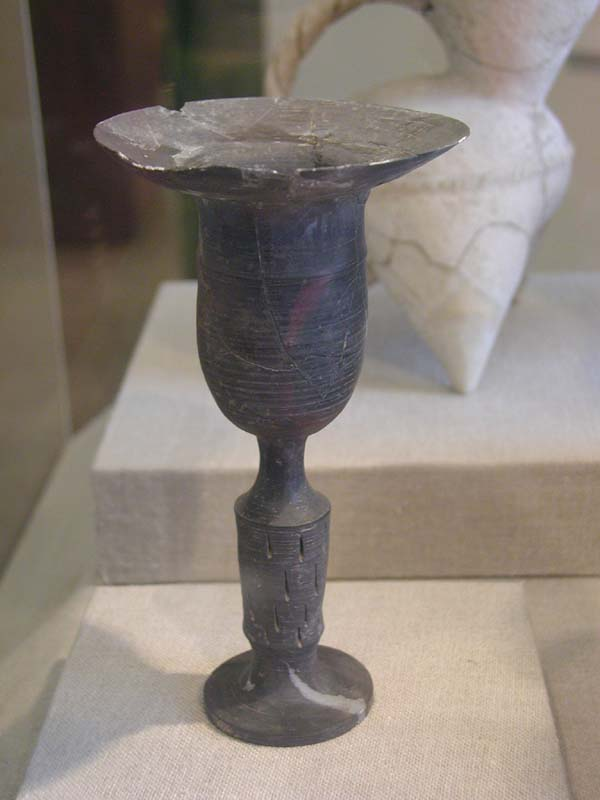
Чаша из Луншаньской культуры

Установив мир, Хуан-ди принёс жертвы богам, назначил чиновников-управителей и ввёл первые в стране законы. Хуан-ди имел 25 сыновей, 14 из которых (подобно сыновьям библейского Иакова) стали родоначальниками известных китайских кланов. От Хуан-ди (2698 до н. э. — 2597 до н. э.) престол перешёл к Шао-хао, затем — к Чжуань-сюю, потом к Ди-Ку, дальше — к Ди-чжи и, наконец, к Яо, который был едва ли не наивысшим воплощением добродетели и мудрости правителя. Он объединил и привёл в состояние гармонии страну, установил согласие между людьми, назначил умелых помощников следить за порядком и заботиться о правильном летосчислении. Преемником себе Яо выбрал добродетельного Шуня (2256 до н. э. — 2205 до н. э.). При этом императоре вся страна была разделена на 12 областей, и всюду им были введены установленные им законы. 

## Великий Юй и основание государства Ся

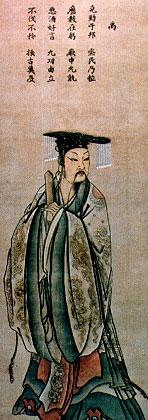
Великий Юй

От Шуня власть перешла к прямому потомку Хуан-ди, Юю из рода Ся, который и считается основателем первой китайской династии Ся. Семнадцать государей этой династии правили на протяжении трёх с половиной веков.
В литературе встречаются разные описания эпохи Ся, наиболее ранним и полным описанием принято считать «Ши цзи», гл. 1-2, а упоминания в «современном тексте» Бамбуковых анналов (кит. упр. 竹書紀年, пиньинь Zhúshū Jìnián, палл. Чжушу Цзинянь) относятся к новому времени, ко времени «восстановления» памятника, и представляют собой стилизованные сообщения источников периода Восточное Чжоу.
Хронология правлений является результатом подсчётов китайских филологов нового времени.

### Список правителей Ся
| Посмертное имя (Shi Hao 諡號)1                                                               | Посмертное имя (Shi Hao 諡號)1    | Посмертное имя (Shi Hao 諡號)1 | Посмертное имя (Shi Hao 諡號)1 | Посмертное имя (Shi Hao 諡號)1 |                             |
| Номер                                                                                        | Период правления²                 | Имя                            | кит.                           | Пиньинь                        | Примечания                  |
| -------------------------------------------------------------------------------------------- | --------------------------------- | ------------------------------ | ------------------------------ | ------------------------------ | --------------------------- |
| 01                                                                                           | 45 /7 (2032 — 2025 годы до н. э.) | Юй                             | 禹                             | Yǔ                             | Великий Юй (大禹; dà yǔ)    |
| 02                                                                                           | 10 (2025 — 2015 годы до н. э.)    | Ци                             | 啟                             | Qǐ                             |                             |
| 03                                                                                           | 29 (2015 — 1986 годы до н. э.)    | Тай Кан                        | 太康                           | Tài Kāng                       |                             |
| 04                                                                                           | 13 (1986 — 1973 годы до н. э.)    | Чжун Кан                       | 仲康                           | Zhòng Kāng                     |                             |
| 05                                                                                           | 28 (1973 — 1945 годы до н. э.)    | Сян                            | 相                             | Xiāng                          |                             |
| (?)                                                                                          | 2 (1945 — 1943 годы до н. э.)     | Хоу И                          | 后羿                           | Houyi                          | Оспаривается                |
| (?)                                                                                          | 38 (1943 — 1905 годы до н. э.)    | Хань Чжо                       | 寒浞                           | Hán Zhuó                       | Оспаривается                |
| 06                                                                                           | 21 (1905 — 1884 годы до н. э.)    | Шао Кан                        | 少康                           | Shǎo Kāng                      |                             |
| 07                                                                                           | 17 (1884 — 1867 годы до н. э.)    | Чжу                            | 杼                             | Zhù                            |                             |
| 08                                                                                           | 26 (1867 — 1841 годы до н. э.)    | Хуай                           | 槐                             | Huái                           |                             |
| 09                                                                                           | 18 (1841 — 1823 годы до н. э.)    | Ман                            | 芒                             | Máng                           |                             |
| 10                                                                                           | 16 (1823 — 1807 годы до н. э.)    | Се                             | 泄                             | Xiè                            |                             |
| 11                                                                                           | 59 (1807 — 1748 годы до н. э.)    | Бу Цзян                        | 不降                           | Bù Jiàng                       |                             |
| 12                                                                                           | 21 (1748 — 1727 годы до н. э.)    | Цзюн                           | 扃                             | Jiōng                          |                             |
| 13                                                                                           | 21 (1727 — 1706 годы до н. э.)    | Цзинь                          | 廑                             | Jǐn                            |                             |
| 14                                                                                           | 31 (1706 — 1675 годы до н. э.)    | Кун Цзя                        | 孔甲                           | Kǒng Jiǎ                       |                             |
| 15                                                                                           | 11 (1675 — 1664 годы до н. э.)    | Гао                            | 皋                             | Gāo                            |                             |
| 16                                                                                           | 11 (1664 — 1653 годы до н. э.)    | Фа                             | 發                             | Fā                             |                             |
| 17                                                                                           | 53 (1653 — 1600 годы до н. э.)    | Цзе                            | 桀                             | Jié                            | также Люй Гуй (履癸 lǚ guǐ) |
| 1 В литературе к имени прибавляется обычно название династии Ся (夏), например Ся Юй (夏禹). |                                   |                                |                                |                                |                             |
| 2 Предполагаемый период правления в годах.                                                   |                                   |                                |                                |                                |                             |

Ряд современных историков считает события эпохи Ся легендарными. Вопрос этот остаётся спорным и неразрешённым. По крайней мере, никаких письменных памятников этой эпохи пока не обнаружено.

## Современные воззрения на историю династии
Современные китайские учёные склонны отождествлять археологическую культуру бронзового века Эрлитоу-3 в долине реки Лохэ, датируемую XVII—XVI веками до н. э. с династией Ся. Такой вывод был сделан ими в результате работы Хронологического проекта Ся-Шан-Чжоу (кит. 夏商周断代工程) под эгидой правительства КНР с 1996 по 2000 год. Эта точка зрения поддерживается далеко не всеми специалистами, особенно за пределами КНР.
Например, в российской синологии существует мнение, что существование династии Ся апокрифично, и утверждение её существования связывается с политикой ранней эпохи Чжоу. В рамках этой концепции, чжоусцы нуждались в прецедентном обосновании возможности передачи Мандата Неба на осуществление верховной власти, аналогичной тому, как сами они захватили власть в государстве Шан. Поскольку шанцы не вели исторических записей, учёными и чиновниками при дворе Чжоу были кодифицированы с необходимыми изменениями и дополнениями народные предания и мифы. Именно этим объясняется и отсутствие упоминаний Ся в известных археологам надписях, предшествующих эпохе Чжоу.

## География
Как нынешнее поселение Эрлитоу, так и древнее царство Ци 杞, оставленное последующей династией Шан как ритуальный наследник Ся, находятся/находилось на территории современной провинции Хэнань.